# Pok-ta-pok
Pok-ta-pok (pokatok) je ime svete igre starih Maya i Quiché Indijanaca, olmečkog porijekla, često pogrešno nazivana i pokatok. "Igra loptom" igrala se na igralištu u astečkom jeziku nazivanom tlachtli, loptom napravljenom od gume (ulli), oko 20 inči u dijametru, na igralištu između dva paralelna zida. Veličina igrališta je varirala, a najveće je bilo 140 (459 stopa) s 34 (114) metra. Pravila su nalagala da se lopta morala ubaciti u kameni obruč koji se nalazio visoko na zidu koji nisu bili mnogo širi od same lopte. Lopta se nije smjela dodirnuti dlanovima, nije smjela dodirnuti tlo (igra bi se prekinula) i mogla se ubaciti kroz obruč samo uz uporabu lakata, koljena i bedara. Vođa izgubljene momčadi bio je pogubljen. 

## Vanjske poveznice
- pok-ta-pok
- Pokatok: The Mayan Ball Game